# Omar Satajew
Omar Satajew (ros. Омар Сатаев; ur. 2002) – kazachski zapaśnik walczący w stylu klasycznym. 
Srebrny medalista mistrzostw Azji w 2025. Trzeci na mistrzostwach Azji juniorów w 2022 roku. 